# The Ultimate Confrontation
The Ultimate Confrontation: The Flower and the Bayonet (La confrontació final: la flor i la bayoneta) és una fotografia de Jan Rose Kasmir (nascuda el 1950), aleshores estudiant de secundària estatunidenca.
Aquesta icònica fotografia va ser realitzada pel fotògraf francès Marc Riboud. Riboud va fotografiar Kasmir el 21 d'octubre de 1967 mentre participava amb més de 100.000 activistes anti-guerra en el Comitè Nacional de Mobilització per acabar la guerra del Vietnam del març al Pentàgon per protestar per la participació dels Estats Units a Vietnam. El fotògraf es va trobar Kasmir, una noia de disset anys, que amb un crisantem mirava els soldats que portaven la baioneta. La foto es va presentar a l'edició especial del 30 de desembre de 1969 de la revista Look sota el títol The Ultimate Confrontation: The Flower and the Bayonet. La foto es va publicar mundialment i es va convertir en un símbol del moviment de la flor. La revista Smithsonian la va anomenar posteriorment "una gasosa juxtaposició de la força armada i la innocència infantil".
Kasmir es va llicenciar el 1986 al New York College of Health Professions de Manhasset, Nova York, com a massatgista, i va treballar a Hilton Head Island de Carolina del Sud fins al 1991. Després es va traslladar a Aarhus de Dinamarca amb el seu marit danès i la seva filla. Va tornar amb la seva filla als Estats Units el 2002 i va tornar a viure a Hilton Head Island, a Carolina del Sud.
El febrer de 2003, Riboud va tornar a fotografiar Kasmir protestant contra la guerra de l' Iraq amb una còpia a mida del pòster de la fotografia de 1967.
El 2010 Kasmir va ser convidada per l'ONG Avalon Project Peace Peace per l'organització espanyola a parlar durant les activitats del Dia Internacional de la Pau a Sevilla, Espanya.
El gener de 2017, es va unir a la Marxa de les Dones a Washington, DC.
El mateix dia Bernie Boston fa fer una fotografia similar anomenada Flower Power.